# 토레로 스타디움
토레로 스타디움(Torero Stadium)은 미국의 다목적 경기장이다. 캘리포니아주 샌디에이고에 위치하고 있으며 2019년부터 NASL 샌디에이고 1904 FC의 홈경기장으로 사용할 예정이다.